# 今仁哲夫のオールナイトニッポン
今仁哲夫のオールナイトニッポン（いまにてつおのオールナイトニッポン）は、ニッポン放送の深夜番組「オールナイトニッポン」で1967年10月5日～1968年12月26日及び1969年10月17日～1972年6月30日、1972年7月4日～1972年12月30日にかけて放送されていたラジオ番組。

## 概要
1967年より、現在も放送されているオールナイトニッポンの初代のひとつ。他には糸居五郎、斉藤安弘、高岡尞一郎、常木建男、高崎一郎らが担当した。

## パーソナリティ
- 今仁哲夫 （ニッポン放送アナウンサー）

## 放送時間
- 毎週木曜日 25:00 - 29:00 （金曜未明1:00 - 5:00）※1967年10月5日～1968年12月26日
- 毎週金曜日 25:00 - 29:00 （土曜未明1:00 - 5:00）※1969年10月17日～1972年6月30日

火曜～土曜2部（ビバテツショー）
- 毎週火曜日～土曜日 27:00 - 29:00 （水曜～日曜未明3:00 - 5:00）※1972年7月4日～1972年10月21日

月曜～土曜2部（ビバテツショー）
- 毎週月曜日～土曜日 27:00 - 29:00 （火曜～日曜未明3:00 - 5:00）※1972年10月23日～1972年12月30日